# ضفيرة سنية سفلية
الضفيرة السنية السفلية (بالإنجليزية:Inferior Dental Plexus)، هي ضفائر عصبية حسية تتكون من فروعات من العصب السنخي السفلي، والعصب القاطعي، تنقسم الضفيرة إلى فروع تقوم بالإمداد الحسي للأسنان السفلية، وفروع لثوية تمد اللثة المجاورة، لا بد أن نشير أيضاً إلى أن الضواحك السفلية والأنياب والأسنان القاطعة وكذلك اللثة المجاورة لهم يتم تعصيبها بواسطة تفرعات من العصب القاطعي والذي هو بدوره متفرع من العصب السنخي السفلي.